# Streptopelia turtur
La tortora selvatica (Streptopelia turtur, Linnaeus, 1758) è un uccello che fa parte della famiglia dei Columbidi.

## Descrizione
La taglia media è di 28 cm di lunghezza e 140 grammi di peso. Le striature bianche e nere sul collo la rendono abbastanza facilmente distinguibile rispetto a specie simili. Ha petto rosato e ventre bianchiccio; le ali ed il groppone sono di colore rossiccio, con squame marroni. Guardandoli dal basso in volo, si possono distinguere le punte della coda di colore bianco.

## Biologia

### Voce
Il suo canto è una lamentosa serie di "uuuh uuuuuuh uh", assolutamente differente rispetto a quello del Columba livia (piccione), che è più un "gru gru".

### Alimentazione
La tortora selvatica è un uccello granivoro (frumento duro, sorgo, miglio, ravizzone, ravanello, finocchio, grano saraceno, cardo bianco), ma si ciba anche di piccoli molluschi.

### Riproduzione
Si riproduce da marzo a settembre, riuscendo a completare due cove annuali. Depone solo due uova, che si schiudono dopo due settimane di cova; le uova vengono covate sia dalla femmina sia dal maschio.

### Relazioni con l'uomo
Tra i columbidi è quello che meno fraternizza con l'uomo: vive spesso ai margini della città.

### Spostamenti
In autunno, le tortore, tranne gli esemplari già presenti in Africa, migrano verso questo continente.

## Distribuzione e habitat
In Italia si può osservare quasi dovunque; infatti nidifica dappertutto, tranne che sulle Alpi e qualche zona pugliese. In inverno, dall'Eurasia migrano verso l'Africa.
Il suo habitat preferenziale è quello dei campi, nelle zone rurali, dove siano presenti grandi alberi su cui nidificare. Nel tempo ha modificato le sue abitudini e non è raro vederla anche nelle periferie cittadine, purché vi siano sufficienti aree verdi. È stata vista nidificare anche su piccole piante di terrazze e balconi, purché non venga sovente disturbata. L'offerta discreta e sistematica di granaglie la rende, col tempo, abbastanza confidente con gli umani.

## Tassonomia
Esistono quattro sottospecie:

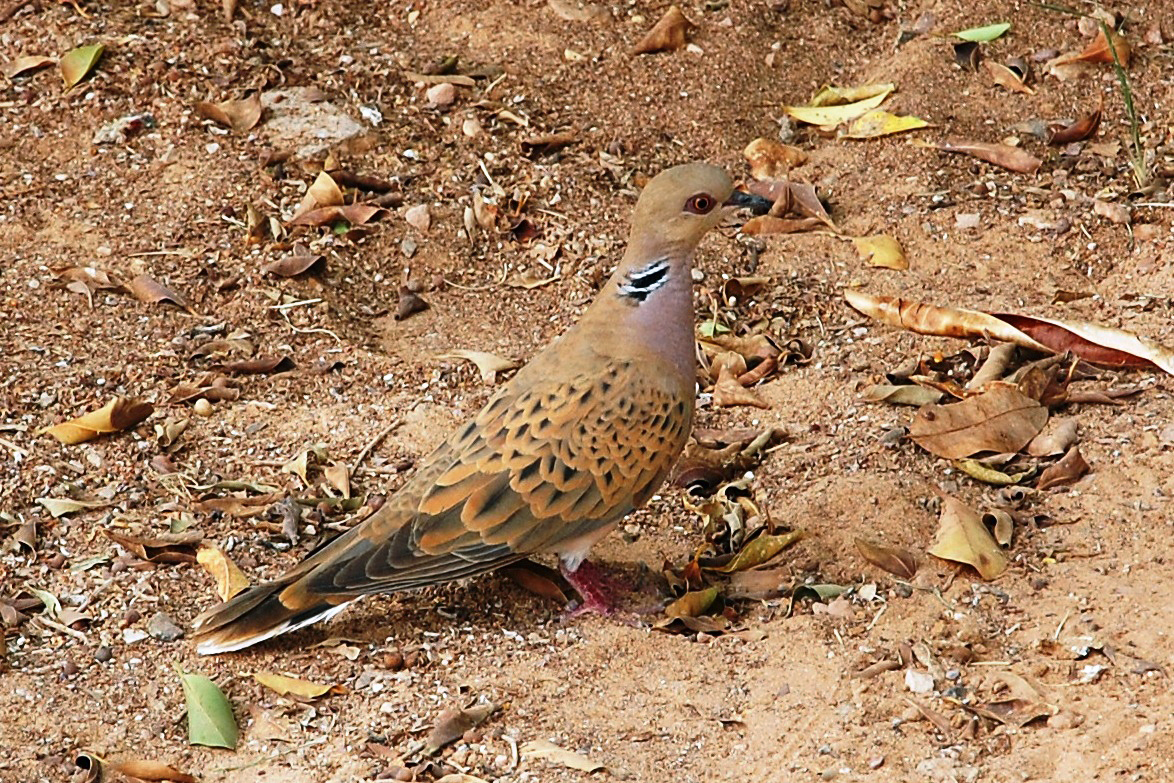
S. turtur rufescens
Abu Simbel, Egitto

- Streptopelia turtur turtur (Linnaeus, 1758) - sottospecie nominale presente in Europa
- Streptopelia turtur arenicola (Hartert, 1894) - diffusa dal nord Africa all'Estremo oriente
- Streptopelia turtur rufescens (C.L. Brehm, 1845) - diffusa in Egitto e Sudan
- Streptopelia turtur hoggara (Geyr von Schweppenburg, 1916) - presente nel Sahara meridionale

## Musica
Antonio Vivaldi, ne Le quattro stagioni, alla battuta 58 dello spartito del suo concerto Estate ha inserito la dicitura "LA TORTORELLA", mentre nel sonetto che accompagna il concerto c'è il verso che dice Canta la tortorella, da cui si deduce che dalla battuta 58 del suo concerto Estate riproduce in musica il canto della tortora.